# Val de Lambronne
Val de Lambronne ist eine französische Gemeinde mit 171 Einwohnern (Stand 1. Januar 2022) im Département Aude in der Region Okzitanien (vor 2016 Languedoc-Roussillon). Sie gehört zum Arrondissement Limoux und zum Kanton La Haute-Vallée de l’Aude.
Val de Lambronne entstand als Commune nouvelle mit Wirkung vom 1. Januar 2016 durch die Zusammenlegung der bisherigen Gemeinden Caudeval und Gueytes-et-Labastide. Diese sind seither Communes déléguées.

## Geografie
Die Gemeinde liegt 33 Kilometer nordöstlich von Foix und 34 Kilometer südwestlich von Carcassonne. Die Ambronne durchquert die Gemeinde und bildet streckenweise die Gemeindegrenze. Weite Teile von Val de Lambronne sind bewaldet. Die Gemeinde besteht aus dem Dorf Caudeval, dem Weiler Guyetes sowie Kleinsiedlungen und Einzelgehöften. Nachbargemeinden sind Seignalens im Norden, Lignairolles im Norden und Nordosten, Escueillens-et-Saint-Just-de-Bélengard im Nordosten, Peyrefitte-du-Razès im Osten und Südosten, Corbières und Tréziers im Süden, Moulin-Neuf (im Département Ariège) im Westen sowie Cazals-des-Baylès (im Département Ariège) im Nordwesten.

## Bevölkerungsentwicklung

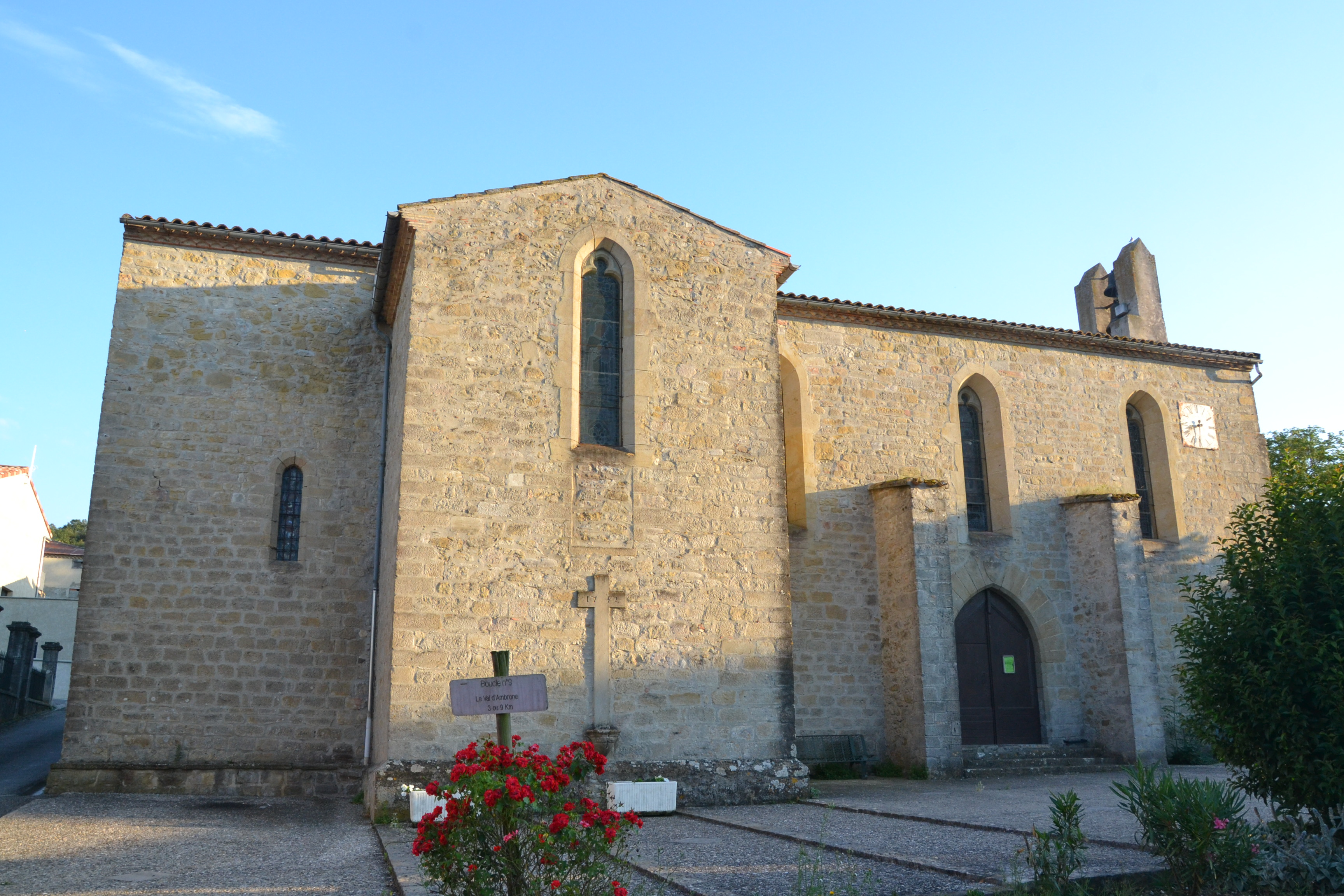
Kirche Saint-Hilaire

| Jahr                                                | 1962 | 1968 | 1975 | 1982 | 1990 | 1999 | 2007 | 2019 |
| Einwohner                                           | 193  | 179  | 176  | 165  | 169  | 180  | 204  | 170  |
| Quellen: Cassini und INSEE; heutiges Gemeindegebiet |      |      |      |      |      |      |      |      |

## Verkehr
Val de Lambronne liegt fernab von bedeutenden überregionalen Verkehrswegen. Die Bahnlinien von Carcassonne nach Rivesaltes weiter östlich und die Bahnlinie von Portet-Saint-Simon nach Puigcerda (in Spanien) weiter westlich sind von überregionaler Bedeutung. In Limoux und Pamiers gibt es gute Verkehrsverbindungen auf der Schiene. Wenige Kilometer nördlich führt die E80 vorbei. Der nächstgelegene Anschluss ist in Villesiscle. Für den regionalen Verkehr sind die D18, die D320 und die D626 wichtig.